# Viéthorey
Viéthorey är en kommun i departementet Doubs i regionen Bourgogne-Franche-Comté i östra Frankrike. Kommunen ligger i kantonen Rougemont som tillhör arrondissementet Besançon. År 2022 hade Viéthorey 91 invånare.

## Befolkningsutveckling
Antalet invånare i kommunen Viéthorey
Referens:INSEE